# Charlotte Jay
Pour les articles homonymes, voir Jay.
Charlotte Jay, pseudonyme de Geraldine Halls, née le 17 décembre 1919 à Adélaïde et décédée le 27 octobre 1996, est une romancière australienne, autrice de roman policier.

## Biographie
En 1941, elle termine ses études supérieures à l’Université d'Adélaïde.  Alors qu’elle occupe un poste de secrétaire, elle épouse l'orientaliste Albert James Halls qui travaille pour l’Unesco. Elle accompagne son mari dans ses déplacements professionnels à Sydney, Melbourne, puis Londres dans les années 1940, tout en continuant d’occuper des emplois de secrétaire. En 1949, elle est sténographe à la cour de justice de Papouasie-Nouvelle-Guinée. Dans les années 1950, elle réside successivement au Pakistan, en Thaïlande, au Liban, en Inde et en France, mais son activité littéraire a remplacé le secrétariat.  Entre 1958 et 1971, elle gère avec son mari une entreprise d’importations et de vente d’antiquités orientales, sise dans le Somerset.  Elle retourne ensuite en Australie et meurt dans sa ville natale d’Adélaïde en 1996.
Sa carrière littéraire s’amorce avec la publication de romans policiers sous le pseudonyme de Charlotte Jay. La singularité des intrigues lui vaut un succès public et critique immédiat. Au cœur de la jungle, son deuxième titre, reçoit l’Edgar du meilleur roman 1954 décerné par la Mystery Writers of America. En 1961, La mort frappe aux yeux (The Fugitive Eye) est adapté par la télévision américaine dans le cadre de la série Alcoa Premiere (en).
À la fin des années 1960, elle délaisse le roman policier, genre où elle s’est pourtant taillée une place enviable, pour publier sous son nom d'épouse des romans littéraires. Elle reviendra au roman policier une dernière fois en 1974 avec The Voice of the Crab.

## Œuvre

### Roman

#### Romans policiers signés Charlotte Jay
- The Knife is Feminine (1951)
- Beat Not the Bones (1952) Publié en français sous le titre Au cœur de la jungle, Paris, Librairie des Champs-Élysées, Le Masque no 2313, 1997
- The Fugitive Eye (1953) Publié en français sous le titre La mort frappe aux yeux, Paris, Plon, coll. Le Ruban noir no 10, 1954
- The Yellow Turban (1955)
- The Man Who Walked Away  ou The Stepfather (É.-U.)  (1958)
- Arms for Adonis (1960)
- A Hank of Hair (1964) Publié en français sous le titre La Mèche, Paris, Librairie des Champs-Élysées, Le Masque no 2296, 1996

#### Roman policier signé Geraldine Mary Jay
- The Feast of the Dead ou The Brink of Silence (É.-U.) (1956)

#### Roman policier signé Geraldine Halls
- The Voice of the Crab (1974)

#### Romans littéraires signés Geraldine Halls
- The Cats of Benares (1967)
- Cobra Kite (1971)
- The Last Summer of the Men Shortage (1977)
- The Felling of Thawle : a novel (1979)
- Talking to Strangers : a novel (1982)
- This is My Friend's Chair (1995)

## Adaptation
- 1961 : The Fugitive Eye, adaptation du roman homonyme pour la série télévisée américaine Alcoa Premiere (saison 1, épisode 2), avec Charlton Heston et Leo G. Carroll.

## Référence
- (en) John Reilly (éditeur), Twentieth-century crime and mystery writers, New York, St. Martin's Press, juin 1985, 2e éd., 1094 p. (ISBN 978-0-312-82418-1, OCLC 12142310), p. 501-502.